# بخش د گوآچیپاس
بخش د گوآچیپاس (به اسپانیایی: Departamento de Guachipas) یک منطقهٔ مسکونی در آرژانتین است که در استان سالتا واقع شده‌است. بخش د گوآچیپاس ۲٬۷۸۵ کیلومتر مربع مساحت و ۳٬۱۹۳ نفر جمعیت دارد.